# David Yeshayahu Silberbusch
David Yeshayahu Silberbusch (en yiddish: דוד ישעיהו זילבּערבּוש), né en 1854 en Galicie et décédé en 1936 en Palestine mandataire, est un écrivain de langues yiddish et hébreu.

## Biographie

### Ses débuts
David Yeshayahu Silberbusch nait le 22 novembre 1854 à Zaleszczyki, dans l'est de la Galicie (actuellement Zalichtchyky en Ukraine), à l'époque partie de l'empire d'Autriche, et est élevé dans un environnement hassidique. À l'âge de 20 ans, tout en continuant d'habiter chez son beau-père, un homme aisé, il a la possibilité d'étudier l'allemand. Il prend ainsi connaissance de la littérature européenne moderne ainsi que de la littérature hébraïque de la Haskala, le mouvement des Lumières juif. 
Parmi ceux qui l'encourage à suivre son chemin se trouve le célèbre auteur dramatique Abraham Goldfaden. Devenu veuf en 1876, juste six mois après son mariage, il ne tarde pas à se remarier et part s'installer à Kołomyja. 
En 1878, Silberbusch publie son premier récit dans l'hebdomadaire Ha-Mabit de Peretz Smolenskin. Il continuera à écrire pour les périodiques de Smolenskin, aussi bien dans Ha-Mabit que pour le mensuel Ha-Shaḥar. Silberbusch aide aussi à l'édition du journal Ha-Tor, dont l'éditeur Avraham Ginzler a transféré la base opérationnelle à Kolomyja.

### La période viennoise
Silberbusch s'installe à Vienne en 1881, où il travaille avec Smolenskin en tant que membre du comité de rédaction du Ha-Shaḥar, une expérience qui fait une forte impression sur lui. En 1882, il quitte Vienne et se fixe à Botoşani en Roumanie, où avec Tsevi El‘azar Teller, il fonde le mensuel Ha-Or, basé sur la même formule que Ha-Shaḥar, mais avec une orientation sioniste prononcée. 
En 1883, Silberbusch retourne à Kolomyia, où il est nommé professeur de religion juive dans des écoles gouvernementales non-juives. Il continue de publier des œuvres en prose, dont la plus célèbre est la nouvelle Dim‘at ‘ashukim (Les larmes de l'opprimé) parue en 1888. Dans un contexte de pression antisémite exercée par les autorités dirigeantes, il décrit la détresse économique des Juifs roumains et expose une solution sioniste. Silberbusch est aussi un contributeur prolifique d'articles et de feuilletons dans la presse en hébreu ainsi qu'à partir de 1892 dans celle en yiddish en Galicie et en Autriche. 
Silberbusch retourne à Vienne en 1893, où à part une période de huit années, de 1906 à 1914, il va rester les 40 prochaines années. À Vienne, il suit attentivement la montée en puissance de Theodor Herzl en tant que responsable sioniste, et participe régulièrement à des congrès sionistes. En plus de publier des œuvres de fiction, des pièces de théâtre, et des souvenirs, il écrit des éditoriaux dans des journaux hébreu et yiddish. La plus remarquable de ses dernières œuvres est le roman Ma‘aseh be-ishah aḥat (Le conte d'une femme) publié en 1923. Se déroulant lors de la Première Guerre mondiale, il décrit les pérégrinations d'une brave et remarquable héroïne, une des nombreux réfugiés juifs qui trouvèrent refuge dans les villes de Galicie. 
En 1927, il visite les États-Unis et en 1928 la Pologne.

### Départ pour la Palestine et mort
En 1934, Silberbusch s'installe en Palestine où il est chaleureusement accueilli comme un des derniers écrivains maskilim. Son livre de 1936 Mi-Pinkas zikhronotai (Du carnet de mes mémoires) retrace les expériences de son enfance et de sa jeunesse et relate ses rencontres marquantes avec Goldfaden, Smolenskin, Ahad Ha'Am et Herzl entre autres. 
Silberbusch décède le 1er mars 1936 à Tel Aviv et est enterré au vieux cimetière (cimetière Trumpeldor). 

### Aperçu critique de son œuvre
« Silberbusch est unique dans le sens qu'il a pendant si longtemps été le témoin de différentes périodes littéraires. Il apparait que le secret de sa longévité réside dans sa capacité à adapter ses outils d'expression aux normes poétiques changeantes de la littérature hébraïque. Par exemple, on peut détecter dans ses histoires un changement du style biblique fleuri à un style moderne, flexible et plus prosaïque, ainsi que l'abandon de la rhétorique sentimentale et mélodramatique qui caractérisait la période de la Haskala, pour représentation réaliste des évènements et une approche psychologique plus complexe dans ses derniers ouvrages.  »

## Œuvres (liste partielle)
Silberbusch a publié sous son nom, mais aussi sous différents pseudonymes: Ish-Yeshuda, Ben-Yisrael, Hadani, et Zevadi. 
- Koaḥ habit (La force de la fille),
- memoirs (1885);
- Ḥadashim gam yeshanim (Vieux et neuf) (1890);
- Dimat ashukim (Larme de l'oppressé) (1891);
- Nefesh aḥat miyisrael (Une vie juive) (1894);
- Maḥazot veshivre maḥazot (Pièces de théâtre et fragment de pièces) (1900);
- Maḥazot vesipurim (Pièces et histoires) (1920);
- Ketavim nivḥarim (Écrits choisis) (1920).
- Mi-Pinkas zikhronotai (Du carnet de mes mémoires) (1936)